# Braňany
Braňany (německy Prohn) jsou vesnice a obec v okrese Most v Ústeckém kraji. Vesnice stojí přibližně šest kilometrů severovýchodně od města Most a pět kilometrů západně od města Bílina. Braňany se nacházejí v nadmořské výšce 253 metrů a jsou obklopeny čtyřmi vrchy. Na severozápadě leží Červený vrch (366 metrů), na jihozápadě vrch Na skalce (327 metrů), východně se rozkládá Ovčí vrch (437 metrů, bývalý Kaňkov), který odděluje osadu Kaňkov.
Severně od obce je krajina poznamenána těžbou uhlí. V Braňanech se kříží silnice II/256 ze Želenic do Mariánských Radčic a Lomu a silnice III. třídy 2538 z Mostu do Bíliny. Žije zde přibližně 1 200 obyvatel.

## Název
Vesnice se původně jmenovala Brána, od čehož je odvozeno pozdější jméno Braňany, čili ves Braňanů (lidí žijících v Bráně). V historických pramenech se jméno objevuje ve tvarech: Brana (1316, 1322), Brand (1327), Branau (1435), Braniany (1542), v braniany (1552), ve vsi Branianech (1585), Brann (1654), Pron (1654), Prohn (1787 a 1833) a Braňany nebo Prohn (1854).

## Historie
Za nejstarší písemné zprávy o obci se dříve považovaly roky 1239, kdy je zmiňován jistý Wolzik de Brani a 1281, kdy se hovoří o Čáslavu z Bran. Nejspíše se však v obou případech jedná o zaniklou ves Brany u Chomutova. Jistá zmínka o Braňanech proto pochází až z roku 1327, kdy je zaznamenán Guntherus de Brand.
Poblíž vsi pod Červeným vrchem ležel manský statek s tvrzí Červený dvůr (Rottenhof), jehož majiteli byli ve 14. století vladykové z Braňan. Majitelé tvrze obvykle vlastnili i Braňany. V roce 1420 byl vlastníkem Červeného dvora Václav z Moravěvsi. Za husitských válek byly ves i statek vypáleny. V letech 1421–1563 vlastnil tvrz rod z Krynic. Vlastní dvůr prodal roku 1514 Albrecht z Krynic Bartoloměji z Velebudic. Majitelé se střídali, až jej roku 1545 koupilo město Most a v roce 1563 koupilo i tvrz.
Braňany byly naopak součástí panství Teplice, které bylo konfiskováno Vilémovi Vchynskému z Vchynic za účast na stavovském povstání. Braňany se poté dostaly do majetku řádu křižovníků s červenou hvězdou, který ves připojil ke svému statku Chanov. Další část vsi patřila k panství Mirošovice, které bylo v majetku hrabat z Martinic. Od nich se dostala tato část knížatům z Dietrichsteina a nakonec se stala součástí bílinského panství Lobkoviců.
V okolí obce se již od 17. století těžilo v malé míře uhlí, ovšem rozmach přišel až v druhé polovině 19. století. Byly zde čtyři doly menšího významu. Po krátký čas zde také byla továrna na výrobu kyseliny sírové, parní mlýn a po rozšíření těžby jílu i keramická továrna (vše postupně v jednom objektu). V roce 1914 byla tovární budova adaptována na byty. Na počátku 20. století byly v okolí otevřeny další doly, např. důl Venuše. V současnosti probíhá důlní těžba na dole Bílina (dříve Důl Maxim Gorkij) v režii Severočeských dolů.

## Obyvatelstvo
Při sčítání lidu v roce 1921 zde žilo 973 obyvatel (z toho 466 mužů), z nichž bylo 299 Čechoslováků, 671 Němců a tři cizinci. Kromě římskokatolické většiny zde žilo šestnáct evangelíků, dva židé a 190 lidí bez vyznání. Podle sčítání lidu z roku 1930 měla vesnice 1 037 obyvatel: 299 Čechoslováků, 730 Němců a osm cizinců. Převládali římští katolíci, k evangelickým církvím se hlásilo 21 osob, dvě k církvi československé, tři k izraelské a 234 lidí nevyznávalo žádnou víru.
|                                                         | 1869 | 1880 | 1890 | 1900 | 1910 | 1921 | 1930  | 1950  | 1961  | 1970  | 1980  | 1991  | 2001  | 2011  | 2021  |
| ------------------------------------------------------- | ---- | ---- | ---- | ---- | ---- | ---- | ----- | ----- | ----- | ----- | ----- | ----- | ----- | ----- | ----- |
| Obyvatelé                                               | 239  | 480  | 353  | 684  | 810  | 973  | 1 037 | 1 063 | 1 881 | 1 684 | 1 414 | 1 134 | 1 158 | 1 129 | 1 147 |
| Domy                                                    | 41   | 46   | 49   | 62   | 78   | 95   | 115   | 135   | 163   | 151   | 142   | 142   | 150   | 155   | 172   |
| Data z roku 1961 zahrnují i domy z místní části Kaňkov. |      |      |      |      |      |      |       |       |       |       |       |       |       |       |       |

## Obecní správa
Po roce 1850 se Braňany staly osadou obce Želenice v okrese Teplice, ke konci 19. století se osamostatnily. V letech 1896–1935 byla obec součástí okresu Duchcov, do roku 1960 okresu Bílina a od roku 1960 leží v okrese Most.[zdroj?]

### Části obce
- Braňany
- Kaňkov

### Obecní symboly
Znak a vlajka byly obcí uděleny rozhodnutím předsedy Poslanecké sněmovny č. 16 ze dne 9. prosince 2002.

#### Znak
Ve stříbrném štítě se čtyřmi zelenými kruhovými kouty červená kvádrovaná věž s cimbuřím, dvěma černými okny vedle sebe a otevřenou branou se zlatými vraty na černých závěsech.

#### Vlajka
Zelený list s bílým středovým vydutým křížem s rameny širokými na okraji listu čtvrtinu šířky listu. Uprostřed listu červená kvádrovaná věž s cimbuřím, dvěma černými okny vedle sebe a otevřenou branou se žlutými vraty na černých závěsech. Poměr šířky k délce listu je 2:3.
Obec je po stranách svírána kopci, takže leží v jakési bráně, což se promítlo nejen do názvu obce, ale i do jejího znaku, který tak představuje mluvící znamení.

## Seznam ulic v Braňanech
- Petra Bezruče
- Bílinská
- Mostecká
- Pod Školou
- Nad roklí

## Spolky a sdružení
- Jednotka sboru dobrovolných hasičů obce Braňany

## Galerie

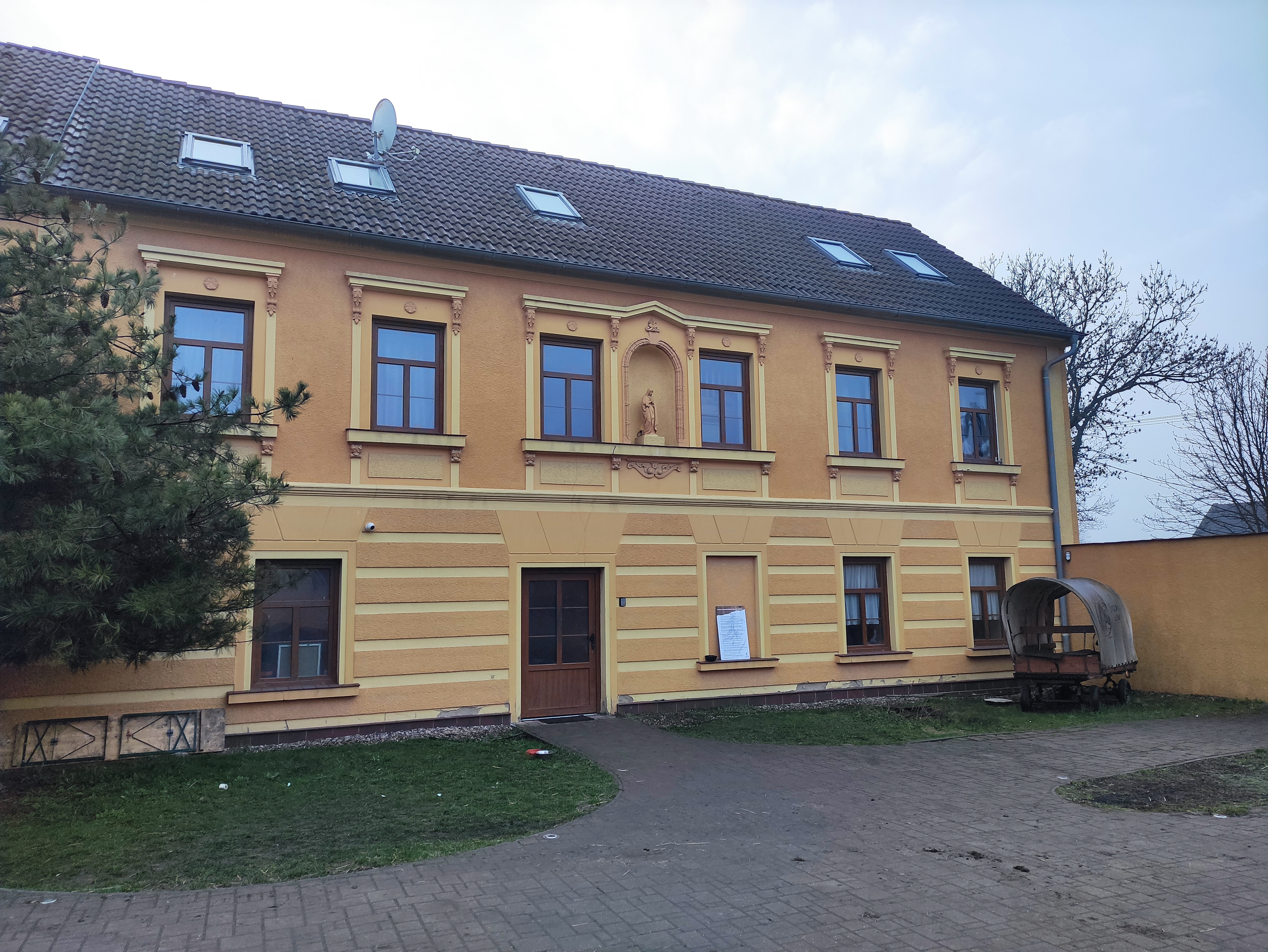
Penzion Selský dvůr
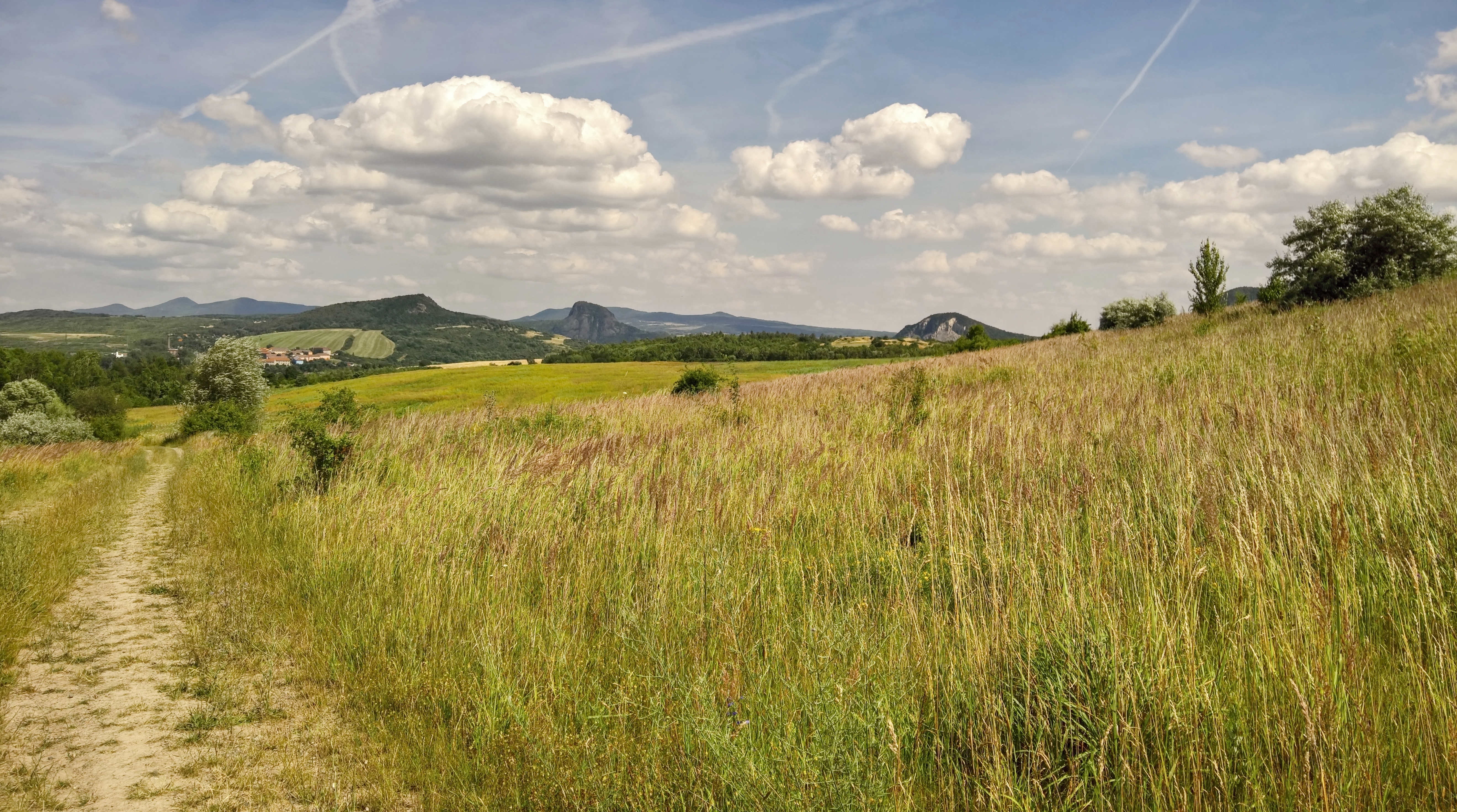
Krajina u Braňan
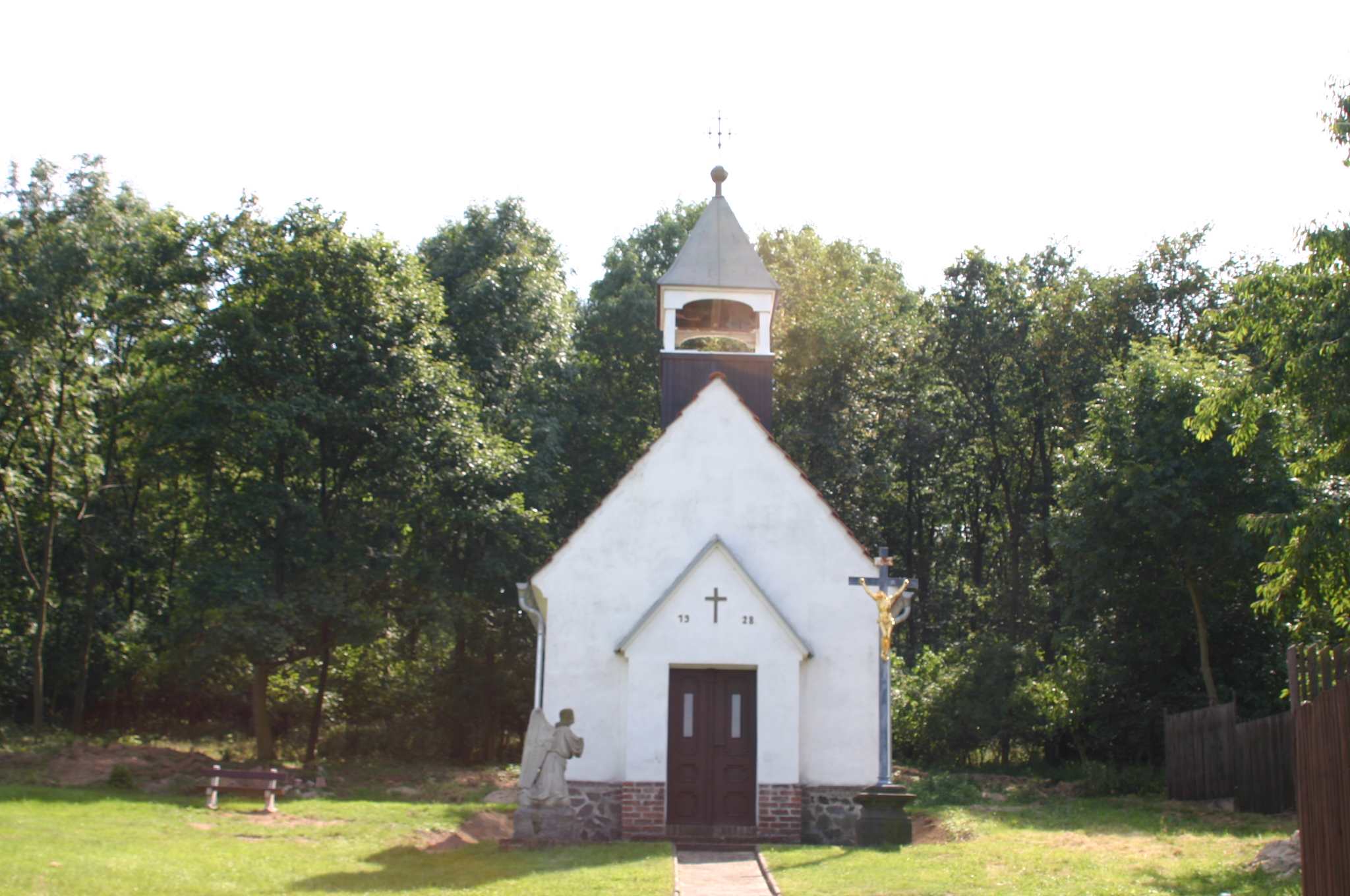
Kaple sv. Anny v Kaňkově
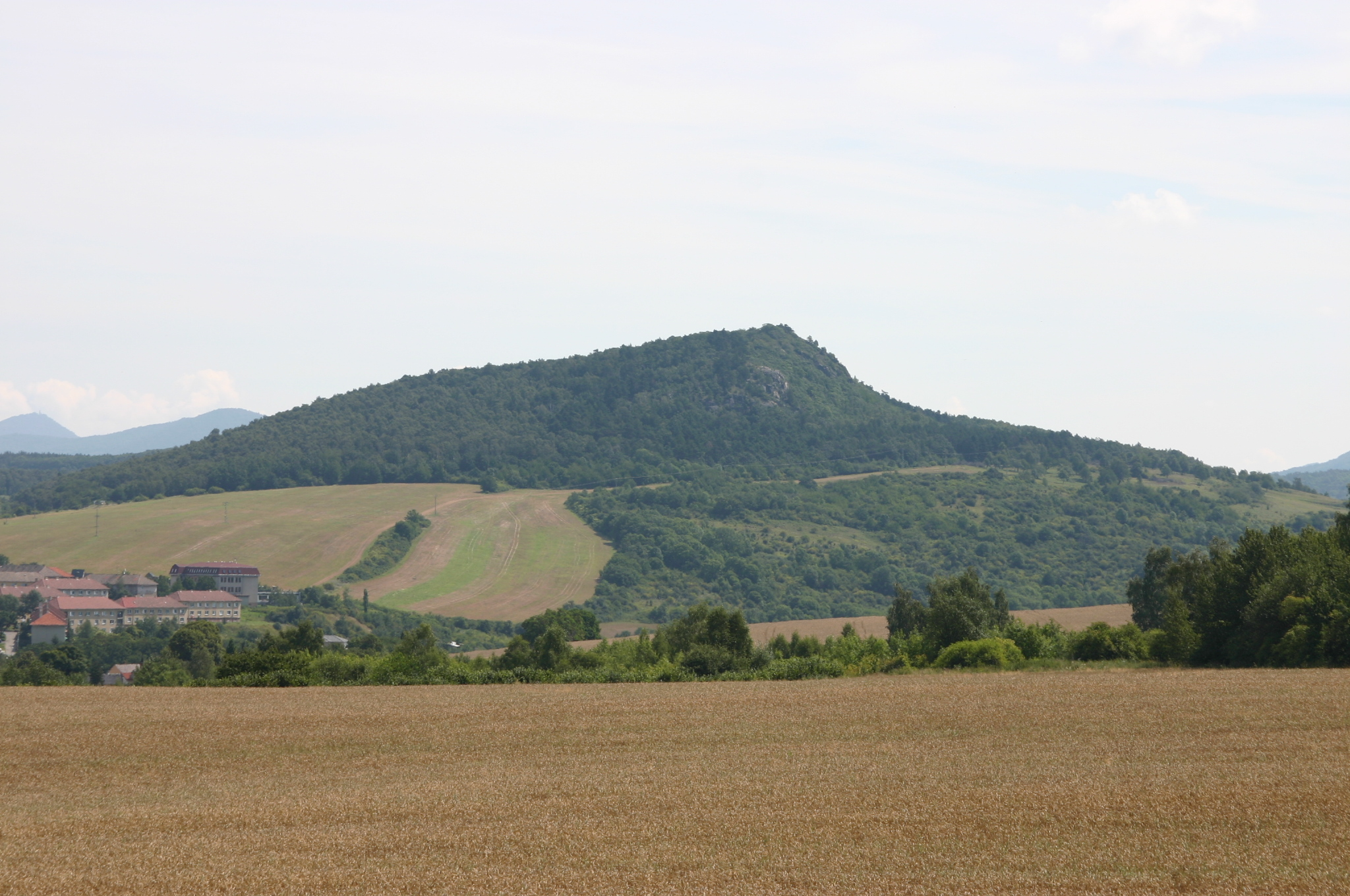
Ovčí vrch u Kaňkova
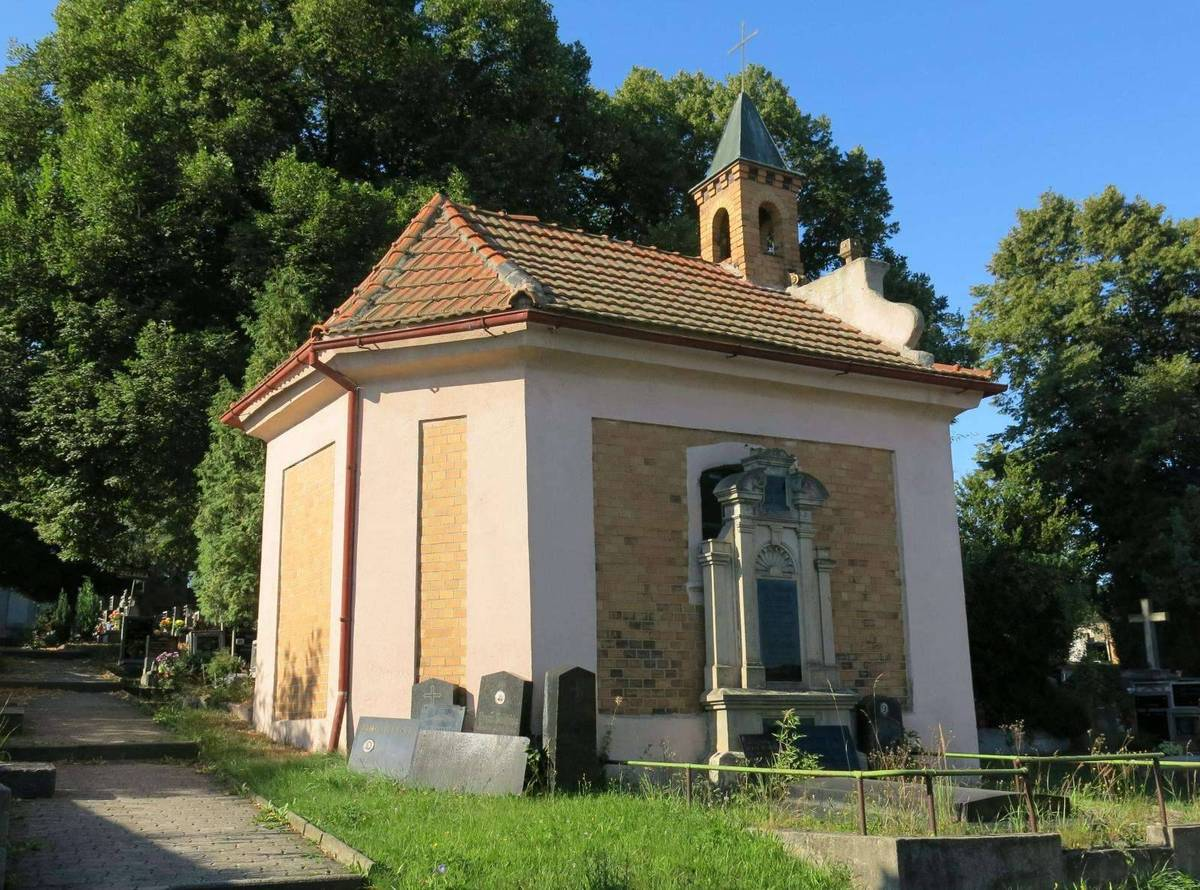
Hřbitovní kaple